# Franz Joseph Zoll

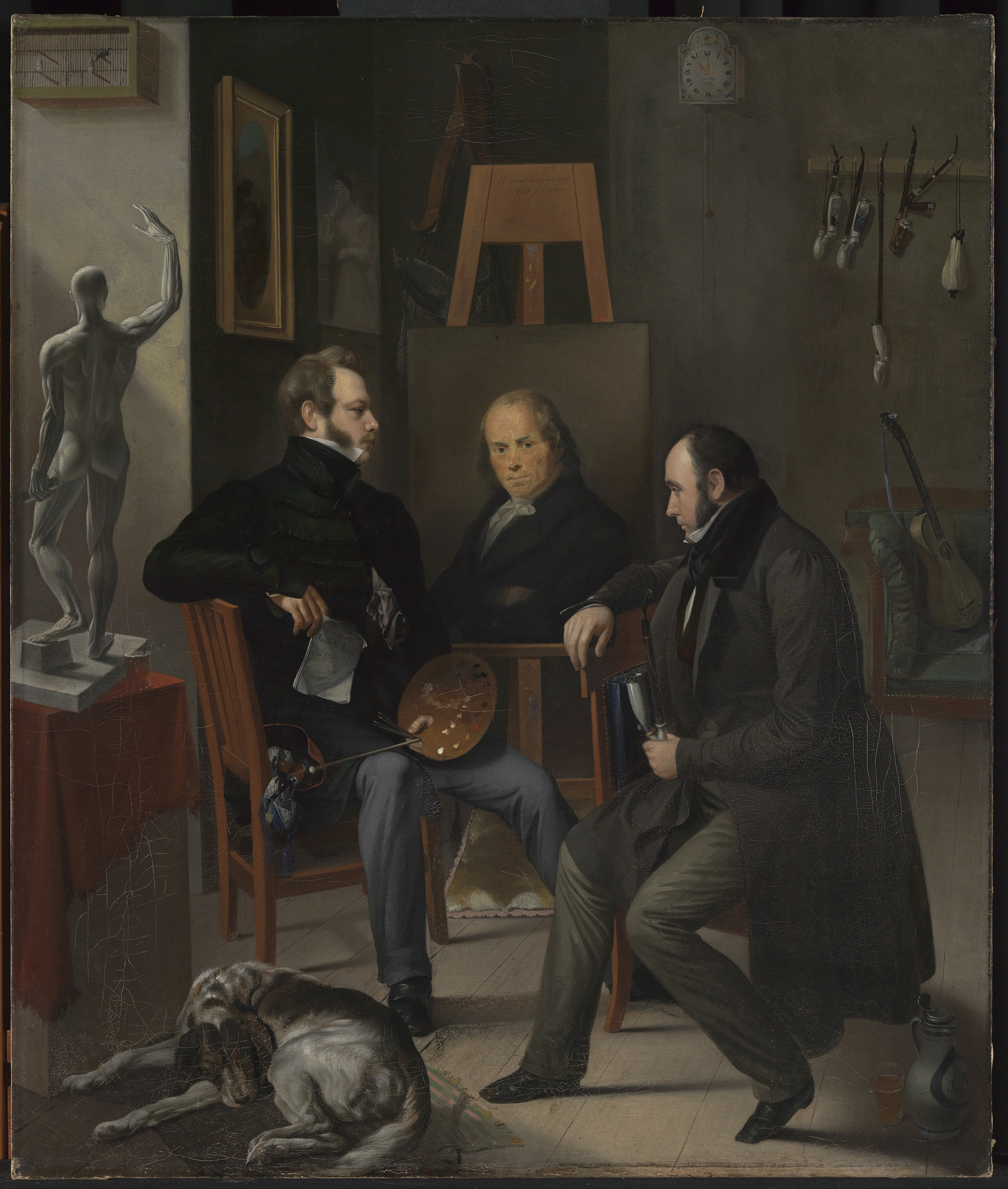
Joseph Weber: Votivbild für den Maler Franz Joseph Zoll, 1838, Staatliche Kunsthalle Karlsruhe, Inventarnummer 1585

Franz Joseph Zoll (* 11. Februar 1770 in Möhringen an der Donau; † 16. August 1833 in Mannheim) war ein badischer Maler.

## Leben und Werk
Franz Joseph Zoll entstammte einer Malerfamilie, die ihren Ursprung in Fridingen an der Donau hatte und sich ursprünglich „Soll“ schrieb. Bekanntester Vertreter war sein Onkel Franz Joseph Soll, der als Kirchenmaler des Rokoko überwiegend um Trostberg und Traunstein tätig war. Sein Vater Conrad war dessen Bruder. Er übersiedelte später von Möhringen nach Donaueschingen. Sein einziges bekanntes Porträt findet sich in dem „Votivbild“, das Joseph Weber, möglicherweise ein Schüler, nach seinem Tod gemalt hat.
Franz Joseph Zoll erhielt seine erste Ausbildung bei seinem Vater; 14 Jahre alt, ging er zu seinem Onkel, bei dem er zwei Jahre lang als Gehilfe tätig war. Anschließend bildete er sich in München unter Johann Jakob Dorner und Joseph Hauber fort und führte, wie auch in der Folge, viele Porträtaufträge durch. 1802 wurde er – wie bereits vorher 1787 sein Vater – zum Hofmaler der Fürsten von Fürstenberg ernannt und wandte sich nach Freiburg im Breisgau, wo er bei Johann Georg Jacobi, den er auch porträtierte, Ästhetik hörte. Hier entstand der Kontakt zu Karl von Baden, der ihm eine Studienreise nach Paris ermöglichte. In der Folge hielt er sich zwei Jahre lang in Wien auf, wo er anatomische Vorlesungen besuchte.
Wiederum über München, gelangte er nach Karlsruhe, wo er Bildnisse des Kurfürsten Karl Friedrich malte. Dieser ermöglichte ihm kurz vor seinem Tod noch einen Aufenthalt in Rom, wo er nach eigener Einschätzung zwei sehr angenehme Jahre zusammen mit befreundeten Künstlern verbrachte. Sophie Reinhard, die ihm 1814 bei der Rückreise behilflich war, schätzte das ganz anders ein. Den Hass, den sie gegen sich gespürt habe, habe sie mit Nächstenliebe erwidert.
Franz Joseph Zoll widmete sich nun neben der Porträtmalerei mehr der Historien- und Kirchenmalerei. In der Stadtkirche von Karlsruhe vollendete er einen im Zweiten Weltkrieg zerstörten Zyklus von Bildern aus dem Leben Jesu Christi, den Feodor Iwanowitsch Kalmück begonnen hatte. Für die Pfarrkirche St. Andreas in Möhringen malte er „Die Auferstehung Christi“. Ein Altargemälde befindet sich in der Kirche St. Priska Ippingen. Für Großherzog Ludwig I. malte er nicht nur Porträts, sondern auch „Hercules und Hebe“, ein Gemälde, das er mehrfach ausstellte, heute in der Kunsthalle Karlsruhe.
1821 ernannte Großherzog Ludwig ihn zum Zeichenlehrer an der Universität Freiburg. Zu seinen Schülern zählten Erhard Joseph Brenzinger und Ignaz Weißer. 1825 wurde er Lehrer an der Bauschule von Friedrich Weinbrenner, die in das Polytechnikum Karlsruhe aufging. 1831 wurde er zum Direktor der Gemäldesammlung Mannheim ernannt, die heute Bestandteil der Reiss-Engelhorn-Museen ist.